# Пикули (деревня)
Пикули — деревня в Большесосновском районе Пермского края. Входит в состав Полозовского сельского поселения. Упоминается в источниках с 1801 как «починок Пикулев, он же Верх речки Шестой».

## Географическое положение
Расположена на берегах реки Большой Ключ, в месте, где она впадает в реку Шестая.

## Население
| 2010 |
| ---- |
| 37   |

## Улицы
- Героя ул.
- Заречная ул

## Топографические карты
- Лист карты O-40-86 Черновское. Масштаб: 1 : 100 000. Состояние местности на 1983 год. Издание 1984 г.